# De Miseria Condicionis Humane
De Miseria Condicionis Humane ("Sobre a miséria da condição humana"), também conhecido como Liber de contemptu mundi, sive De miseria humanae conditionis é um texto religioso do século XII escrito em latim pelo cardeal Lotário de Conti, que depois tornou-se o Papa Inocêncio III.
O texto é dividido em três partes; na primeira parte, descreve a miséria do corpo humano e as várias dificuldades que tem-se que suportar ao longo da vida; na segunda lista as inúmeras ambições do homem, ou seja, a riqueza, o prazer e a estima, e a terceira trata da decadência do cadáver humano, a angústia dos condenados ao inferno e o Dia do Juízo.
Lotário de Conti ainda cardeal, começou a escrever De Miseria Condicionis Humane em algum momento entre o final de dezembro de 1194 e início de abril de 1195. De acordo com Robert E. Lewis, editor da tradução mais recente em inglês, existem aproximadamente 672 manuscritos do texto, o que demonstra uma grande popularidade na época medieval.
O texto na edição de 1978 de Robert E. Lewis é uma transcrição de um manuscrito da British Library, originalmente mantido na abadia beneditina de St. Martin em Battle, East Sussex.
O De Miseria Condicionis Humane é mencionada no livro de Thomas Mann de 1924, "A Montanha Mágica" quando o intelectual jesuíta Leo Naphta e Hans Castorp contemplam o ascetismo pessimista gótico. Naphta descreve o De Miseria Condicionis Humane como "uma obra literária muito espirituosa" ("a very witty literary work") ou, em outra tradução, "uma escrita extremamente sagaz" ("an exceedingly witty piece of writing"). No livro, Naphta empresta a Hans Castorp uma velha edição de bolso do De Miseria (provavelmente uma edição feita em 1855) de sua biblioteca pessoal.

## Edições modernas
- Innocentii III, De contemptu mundi sive de miseria humanae conditionis libri tres, J.H. Achterfeldt ed. (Bonn 1855). (Latim)
- Lotharii Cardinalis (Innocentii III), De Miseria Humane Conditionis, M. Maccarone ed. (Lugano 1955). (Latim)
- Lotario dei Segni (Pope Innocent III), De Miseria Condicionis Humane, Robert E. Lewis ed. (Athens, Georgia 1978). (Latim e Inglês)